# Meghan Heffern

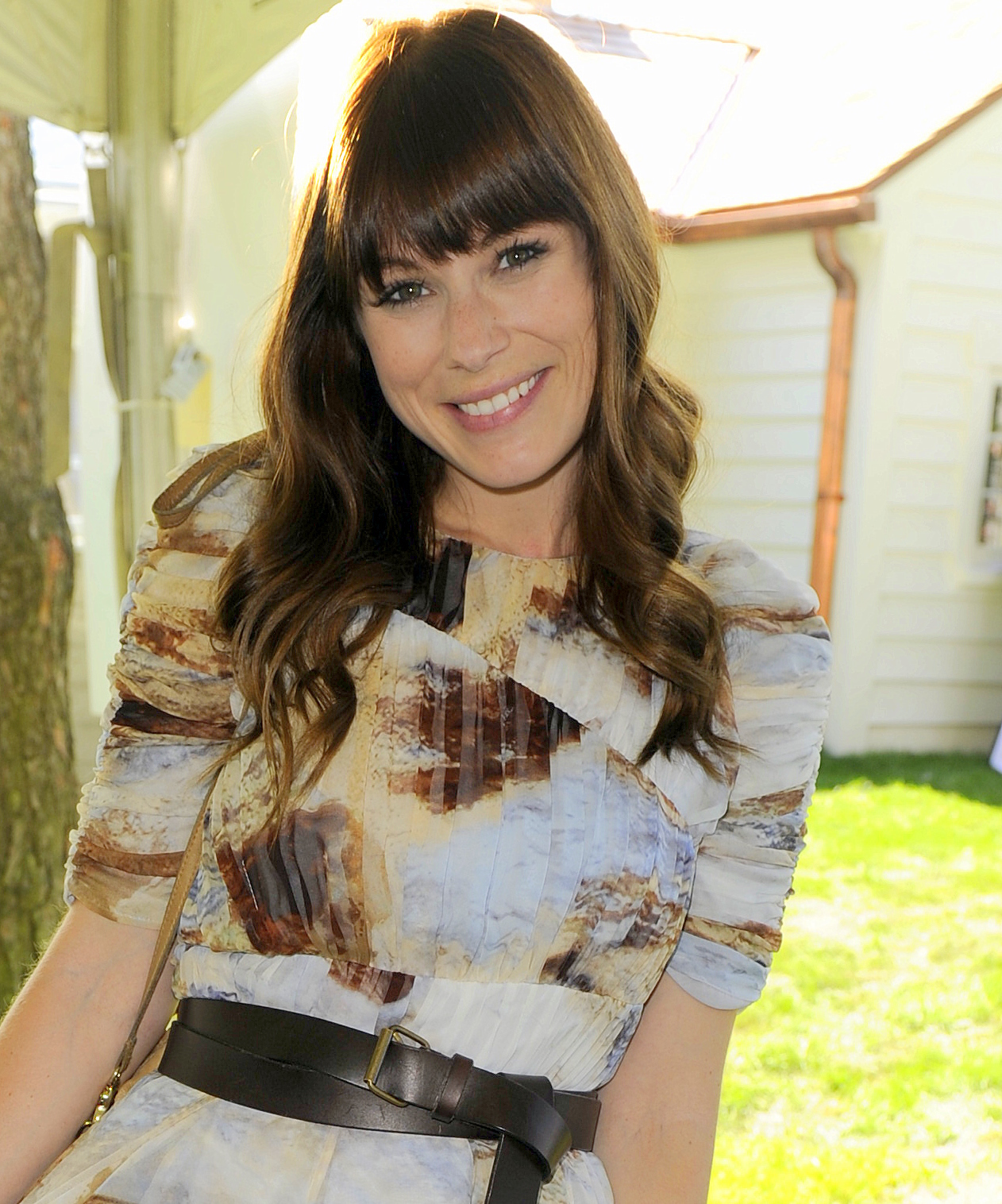
Meghan Heffern beim Canadian Film Centre (2011)

Meghan Heffern (* 3. Oktober 1983 in Edmonton, Alberta) ist eine kanadische Schauspielerin, bekannt durch ihre Rolle als Ashley in American Pie präsentiert: Die College-Clique.

## Filmografie (Auswahl)
- 2004: Intern Academy
- 2005: The Fog – Nebel des Grauens (The Fog)
- 2005: Acarophobia: Cami – Königin der Insekten (Insecticidal)
- 2006: Whistler
- 2006: Flight 93
- 2007: American Pie präsentiert: Die College-Clique (American Pie Presents: Beta House)
- 2007: Lovebites (Fernsehserie, 9 Episoden)
- 2009: Chloe
- 2010: The Shrine (Film)
- 2010: Aaron Stone (Fernsehserie, 5 Episoden)
- 2010–2011: Blue Mountain State (Fernsehserie, 12 Episoden)
- 2011: Almost Heroes (Fernsehserie, 7 Episoden)
- 2012: Old Stock
- 2012: Saving Hope (Fernsehserie, Episode A New Beginning)
- 2013: Home Sweet Home
- 2013: The F-Word – Von wegen nur gute Freunde! (The F Word)
- 2014: Road Trip (Fernsehserie, 7 Episoden)
- 2016: A Sunday Kind of Love
- 2016: American Gothic (Fernsehserie, Episode Jack-in-the-Pulpit)
- 2016: Chokeslam
- 2016: Journey Back to Christmas (Fernsehfilm)
- 2017: Christmas Wedding Planner (Fernsehfilm)
- 2017: Wynonna Earp (Fernsehserie, 9 Episoden)
- 2017–2019: How to Buy a Baby (Fernsehserie, 20 Episoden)
- 2018: UnREAL (Fernsehserie, 7 Episoden)
- 2018: Red Rover
- 2019: Winter Castle – Romanze im Eishotel (Winter Castle, Fernsehfilm)
- 2020: The Good Doctor (Fernsehserie, Episode Heartbreak)
- 2020: Love at Sunset Terrace (Fernsehfilm)
- 2021: Morning Show Mysteries (Fernsehserie, Episode Murder Ever After)
- 2021–2023: Sex/Life (Fernsehserie, 6 Episoden)
- 2022: The Way to the Heart
- 2022: When Christmas Was Young (Fernsehfilm)
- 2023: Sins in the Family (Fernsehfilm)
- 2024: Betty's Bad Luck in Love (Fernsehfilm)
- 2024: Wild Cards (Fernsehserie, Episode The Infinity Thief)
- 2024: Alert: Missing Persons Unit (Fernsehserie, Episode Paul Miller)
- 2024: The Cases of Mystery Lane – Death Is Listening (Fernsehfilm)